# Compagnie pour l'exploitation des chemins de fer de l'État néerlandais
La Compagnie pour l'exploitation des chemins de fer de l'État néerlandais (en néerlandais Maatschappij tot Exploitatie van Staatsspoorwegen dit SS), est une société anonyme créée en 1863 pour exploiter les chemins de fer construits par l'État aux Pays-Bas. Elle disparait en 1938 dans une fusion permettant la création de la Société des chemins de fer néerlandais (en néerlandais Nederlandse Spoorwegen NS).

## Histoire
La société anonyme dite Compagnie pour l'exploitation des chemins de fer de l'État Néerlandais, est autorisée par l'arrêté royal du 7 septembre 1863, son objet est d'exploiter les chemins de fer de l'État néerlandais. L'État construit les lignes avec les voies et stations, la Compagnie SS exploite en apportant le matériel fixe et roulant nécessaire, elle est rémunérée par un pourcentage, sur les recettes brutes, à titre de frais d'exploitation.
Le 22 avril 1864, un arrêté royal belge autorise la Compagnie du chemin de fer Liégeois-Limbourgeois à céder l'exploitation des lignes de son réseau, réalisée ou à construire, à la Compagnie pour l'exploitation des chemins de fer de l'État Néerlandais. La Compagnie néerlandaise commence l'exploitation du réseau le 1er juillet 1866. Ce service est pris à forfait, « moyennant la garantie d'une rente fixe kilométrique qui couvre l'intérêt et l'amortissement des obligations, en assurant de plus aux actions une part de 35 % dans les recettes brutes du chiffre de 17 200 fr par kilomètre ». Les lignes belges du Liégeois-Limbourgeois seront reprises par les Chemins de fer de l'État belge le 1er janvier 1896.
En 1917 elle passe des accords d'exploitation avec la Compagnie du chemin de fer de Hollande (en néerlandais Hollandsche IJzeren Spoorweg-Maatschappij HIJSM ou HSM), avant de fusionner, en 1938, pour créer la Société des chemins de fer néerlandais (en néerlandais Nederlandse Spoorwegen NS).

## Réseau

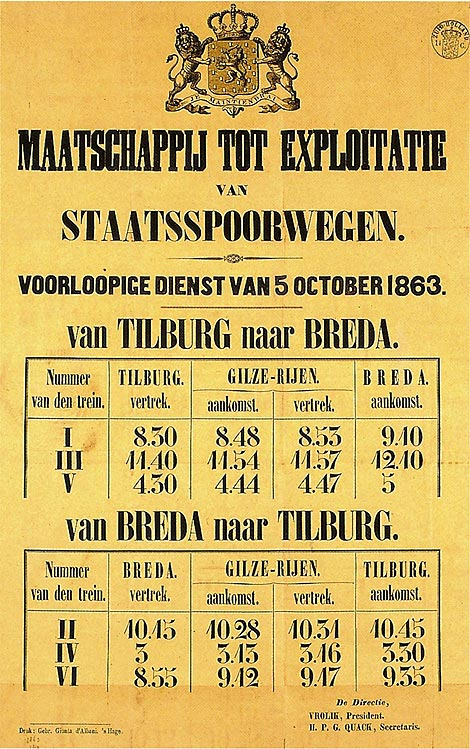
Affiche de la compagnie SS en 1863.

### Chronologie des mises en exploitation
À la fin de l'année 1866, la compagnie SS exploite 594,968 km de lignes, suivant la liste ci-dessous.
- 5 octobre 1863, section de Bréda à Tilbourg (22,136 km)
- 27 octobre 1863, section de Harlingen à Leeuwarden (26,276 km)
- 23 décembre 1863, section de Rosendael à Bergen-op-Zoom (12,905 km)
- 1er février 1865, section de Arnhem à Zutphen (30,030 km)
- 2 mai 1865, section de Tilbourg à Boxtel (17,035 km)
- 2 août 1865, section de Zutphen à Deventer (16,236 km)
- 18 octobre 1865, section d'Almelo à Salzbergen (55,472 km)
- 1er novembre 1865, section de Hengelo à Zutphen (45,150 km)
- 21 novembre 1865, section de Venlo à Maastricht (69,642 km)
- 1er juin 1866, section de Leeuwarden à Groningue (54,157 km)
- 1er juillet 1866, section de Hengelo à Enschede (8,050 km)
- 1er juillet 1866, section de Moerdyk à Bréda (17,894 km)
- 1er juillet 1866, section de Boxtel à Eindhoven (19,811 km)
- 1er juillet 1866, section de Liège à Hasselt avec embranchement vers Ans (État) et Munsterbilsen (58,345 km)
- 20 juillet 1866, section de Hasselt à Eindhoven (59,174 km)
- 1er octobre 1866, section de Deventer à Zwolle (29,546 km)
- 1er octobre 1866, section de Venlo à Eindhoven (51,929 km)
- 15 novembre 1866, embranchement de Hasselt au canal (1,180 km)